# Округ Картер (Тенеси)
Картер (енгл. Carter County) је округ у америчкој савезној држави Тенеси.

## Демографија
По попису из 2010. године број становника је 57.424, што је 682 (1,2%) становника више него 2000. године.
| Група             | 2000.          | 2010.          |
| Белци             | 54.996 (96,9%) | 54.849 (95,5%) |
| Афроамериканци    | 566 (1,0%)     | 760 (1,3%)     |
| Азијати           | 146 (0,3%)     | 181 (0,3%)     |
| Хиспаноамериканци | 504 (0,9%)     | 890 (1,5%)     |
| Укупно            | 56.742         | 57.424         |